# Jan-Fedder-Promenade

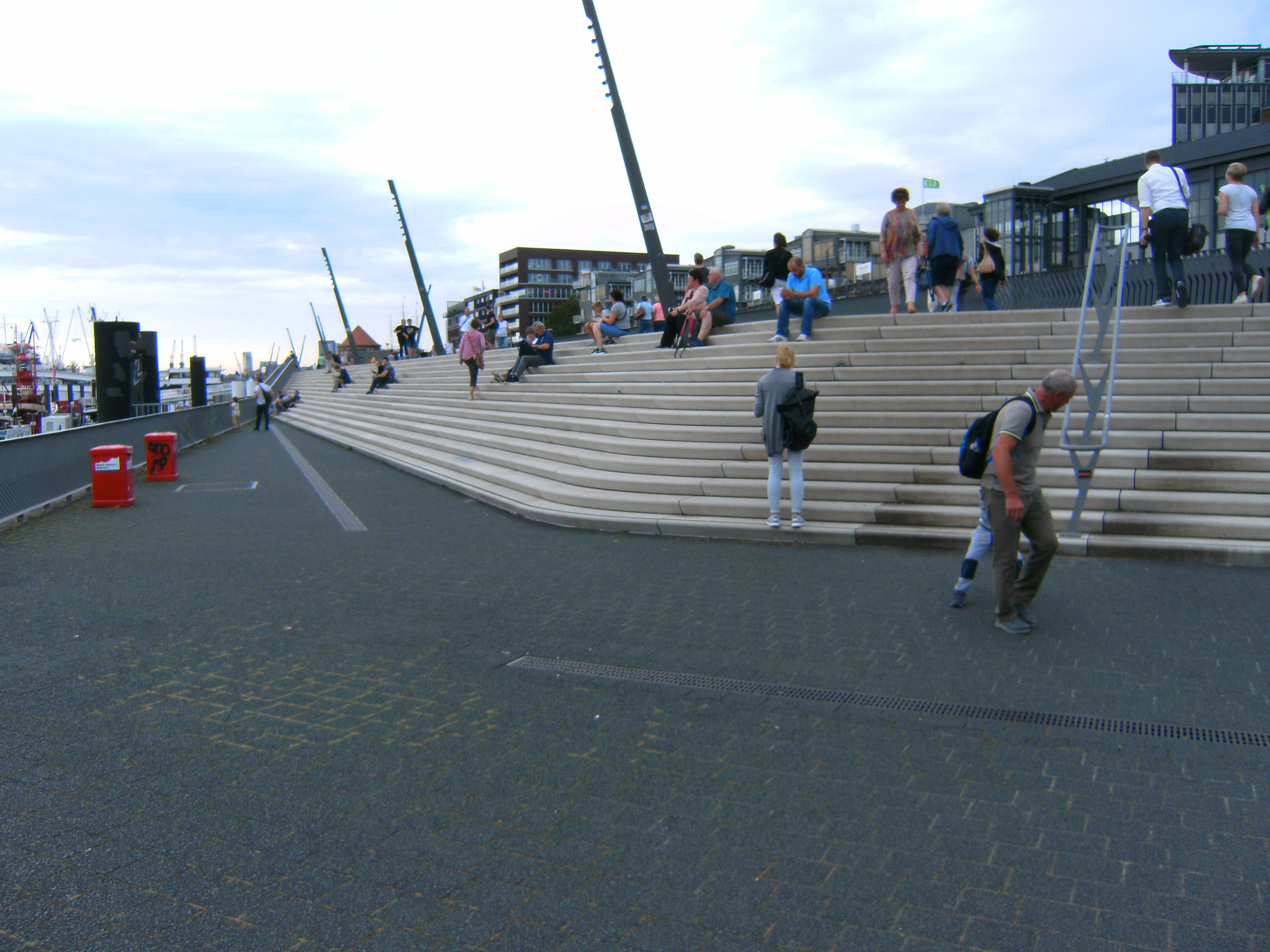
Jan-Fedder-Promenade

Die Jan-Fedder-Promenade in Hamburg ist ein zur Promenade ausgebautes Flutschutzbauwerk an der Elbe. Sie verläuft zwischen den Bahnhöfen Landungsbrücken und Baumwall parallel zu den Straßen Johannisbollwerk, Vorsetzen und Baumwall. Sie wurde nach der Sturmflut 1962 errichtet, in den Jahren 2010 bis 2019 neu gestaltet und trägt seit Januar 2022 ihren heutigen Namen. Sie erinnert an den Hamburger Volksschauspieler Jan Fedder, der in der Nachbarschaft aufwuchs und in seiner Rolle als Polizeikommissar Dirk Matthies in der Fernsehserie Großstadtrevier auch überregionale Bekanntheit erlangte.

## Hochwasserschutz

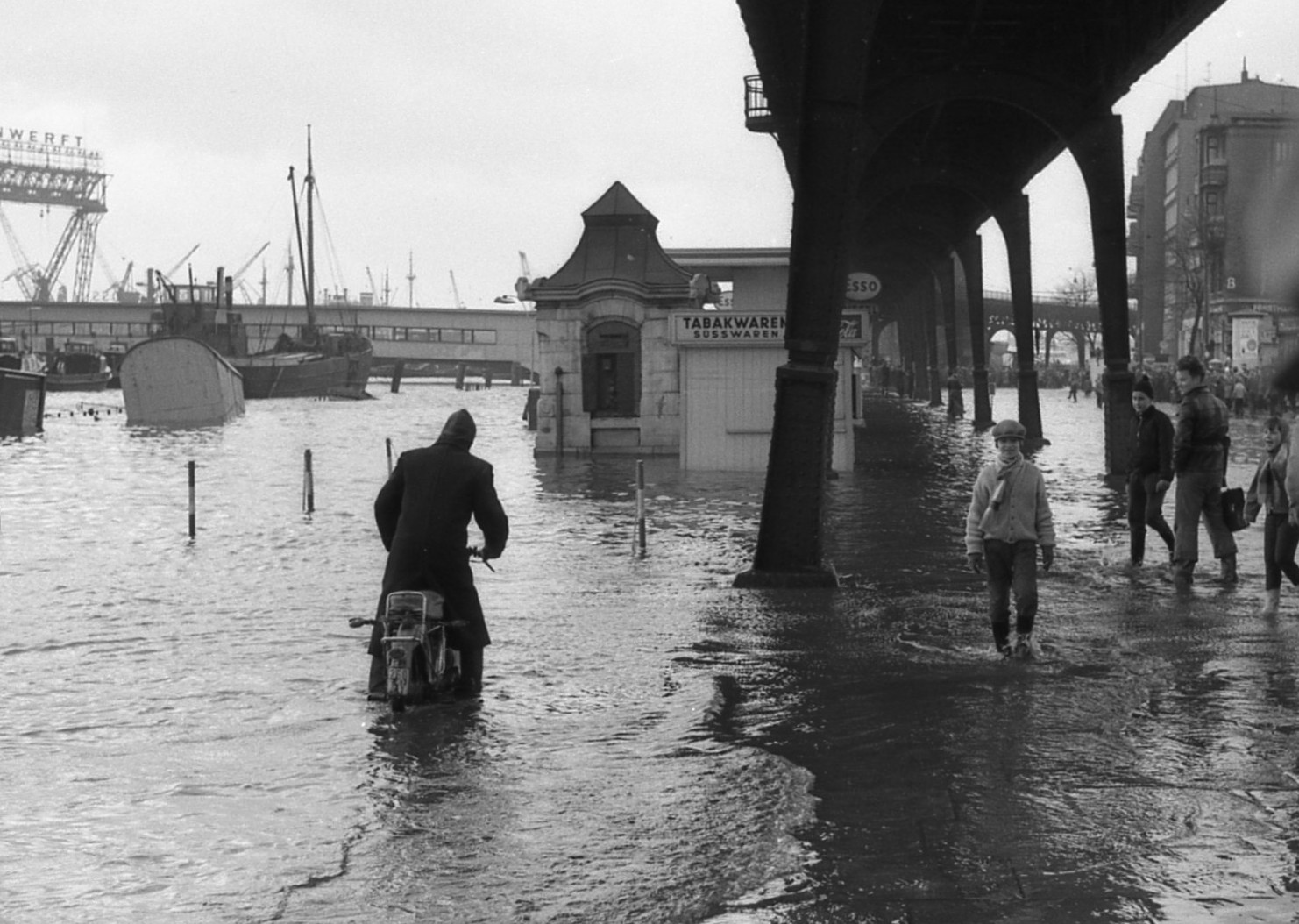
Überfluteter Baumwall 1962, vor dem Bau der Flutschutzmauer

Bis 1962 verlief die Kaikante zwischen Landungsbrücken und Baumwall noch auf Straßenniveau, vor dem Zweiten Weltkrieg wurden hier im Niederhafen auch noch Frachtschiffe be- und entladen. Nachdem die bis dato verheerendste Sturmflut große Teile der Innenstadt überflutet hatte und im gesamten Stadtgebiet über 300 Tote forderte, wurde der Warenumschlag hier endgültig eingestellt und eine erste Flutschutzmauer errichtet, die die Innenstadt vor künftigen Überflutungen schützen sollte. Sie wurde zugleich als Promenade gestaltet und in mehreren Schritten bis auf eine Höhe von 7,20 Meter über Normalnull erhöht. 
In den Jahren 2010 bis 2019 wurde das Bauwerk abermals erhöht (nunmehr auf 8,90 m) und nach einem Entwurf der Architektin Zaha Hadid (1950–2016) neu gestaltet. Helle rund geschwungene Treppen aus Stahlbeton führen seither zur Straße und zur Wasserseite. Die Lampen sind in Anlehnung an Schiffsmasten gestaltet. Alle 40 Meter sind Notfallleitern zum Aufstieg aus der Elbe angebracht. Unter der Promenade befindet sich seit dem Umbau zudem eine Tiefgarage mit 252 Stellplätzen.

## Aussichten entlang der Promenade

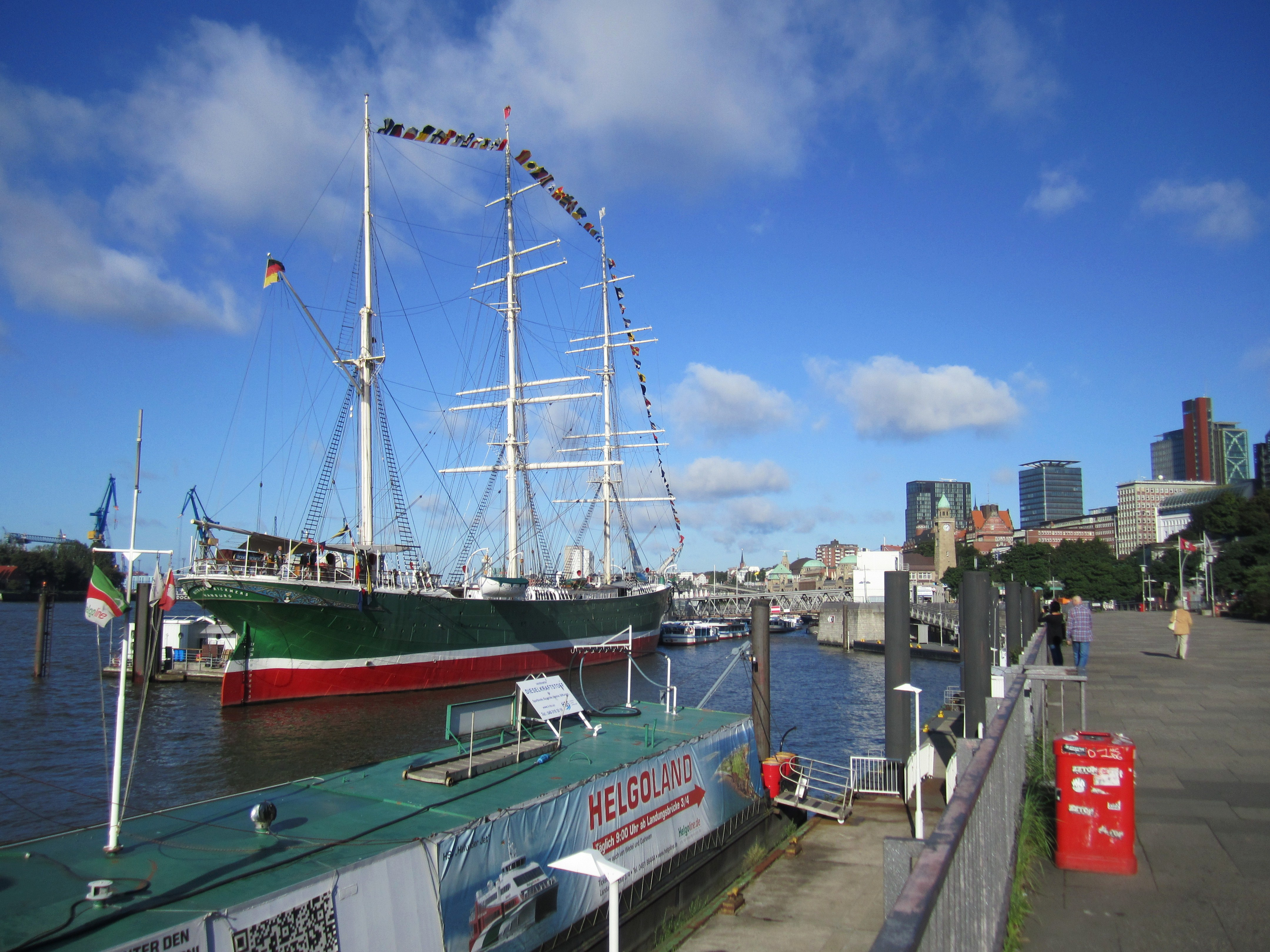
Blick auf das Museums-Segelschiff Rickmer Rickmers an seinem Liegeplatz vor den Hamburger St. Pauli-Landungsbrücken.

Auf der ganzen Strecke ist die Elbphilharmonie zu sehen. Zunächst geht es entlang der Anlegestelle des Museumsschiffes Rickmer Rickmers, dann folgt das Gedenkbuchdenkmal. Von der Jan-Fedder-Promenade aus sind die Seemannskirche St. Clemens, der Luftschutzturm, das historische Sielhäuschen, das Verlagsgebäude Gruner + Jahr, das Slomanhaus sowie der historische Lagerhauskomplex Speicherstadt zu sehen.

### Gedenkbuchdenkmal

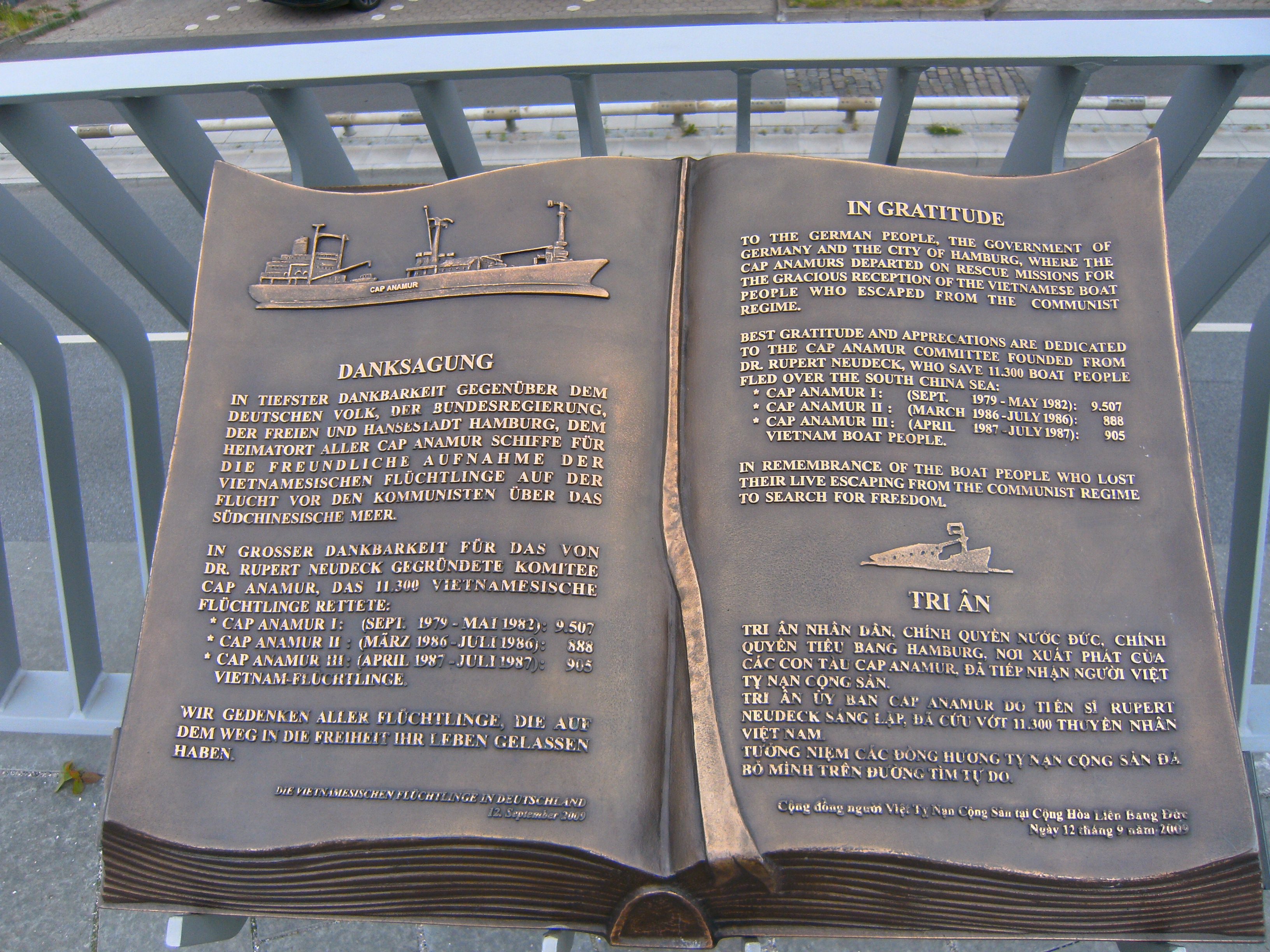
Gedenkbuchdenkmal, nach der Erhöhung der Hochwasser-Elbpromenade 2020

An der Promenade gibt es ein Denkmal aus Bronze in Form eines Gedenkbuchs, durch das vietnamesische Boat People für die Rettung durch das Boot Cap Anamur danken und das an diejenigen erinnern soll, die bei der Flucht starben.

### Überseebrücke
Es folgt der Blick auf die vertäuten Hafenbarkassen. Anschließend die Überseebrücke, die zum Museumsschiff Cap San Diego führt. Dann das Feuerschiff, das als Restaurant genutzt wird. Als Abschluss der Übergang zur U3-Station Baumwall und die Brücke zur Elbphilharmonie.